# I.ČLTK Prague Open
O I.ČLTK Prague Open é um torneio de tênis realizado em Praga, capital da República Tcheca. O torneio faz parte do ATP Challenger Tour desde 1991 (com uma interrupção nos anos de 2000, 2009–10) e parte do ITF Women's World Tennis Tour desde 1995.
O I.ČLTK Prague Open é realizado na arena de tênis na ilha Štvanice no I. Czech Lawn Tennis Club.
A partir de 2015, além do torneio masculino, foi realizado um torneio feminino e fez parte do Circuito Feminino da ITF.

## Evolução do nome do torneio
- 1991–1999: (Czech Open, Skoda Czech Open) feminino; (TBD) masculino
- 2001–2010: ECM Prague Open
- 2011: Strabag Prague Open
- 2012: CNGvitall Prague Open
- 2013–2019: Advantage Cars Prague Open
- 2020–presente: I.ČLTK Prague Open

## Resultados

### Simples masculino
| Ano        | Campeão                | Vice-campeão         | Resultado               |
| ---------- | ---------------------- | -------------------- | ----------------------- |
| 1991       | Jan Kodes              | Thomas Enqvist       | 5–7, 6–4, 6–1           |
| 1992       | Karol Kučera           | Florian Krumrey      | 2–6, 6–4, 6–4           |
| 1993       | Gilbert Schaller       | Massimo Valeri       | 6–4, 7–6                |
| 1994       | Jiří Novák             | Albert Portas        | 6–2, 7–5                |
| 1995       | Albert Portas (1)      | Hicham Arazi         | 6–7, 6–4, 6–4           |
| 1996       | Galo Blanco            | Gustavo Kuerten      | 6–1, 6–2                |
| 1997       | Albert Portas (2)      | Fernando Vicente     | 6–1, 6–4                |
| 1998       | Michal Tabara (1)      | Wolfgang Schranz     | 6–2, 6–1                |
| 1999       | Michal Tabara (2)      | Jean-René Lisnard    | 6–4, 6–1                |
| 2000       | Não ocorreu            | Não ocorreu          | Não ocorreu             |
| 2001       | Ctislav Doseděl        | Jan Hernych          | 6–2, 4–6, 6–1           |
| 2002       | Olivier Patience       | Todd Larkham         | 4–6, 7–5, 6–3           |
| 2003       | Sjeng Schalken         | Albert Montañés      | 1–6, 6–1, 6–4           |
| 2004       | Jan Hernych (1)        | Ivo Minář            | 6–1, 6–4                |
| 2005       | Jan Hernych (2)        | Jiří Vaněk           | 3–6, 6–4, 6–3           |
| 2006       | Robin Vik              | Jan Hájek            | 6–4, 7–6(7–4)           |
| 2007       | Dušan Lojda            | Jiří Vaněk           | 6–7(3–7), 6–2, 7–6(7–5) |
| 2008       | Jan Hernych (3)        | Lukáš Dlouhý         | 4–6, 6–2, 6–4           |
| 2009- 2010 | Não ocorreu            | Não ocorreu          | Não ocorreu             |
| 2011       | Lukáš Rosol (1)        | Alex Bogomolov Jr.   | 7–6(7–1), 5–2 ret.      |
| 2012       | Horacio Zeballos       | Martin Kližan        | 1–6, 6–4, 7–6(8–6)      |
| 2013       | Oleksandr Nedovyesov   | Javier Martí         | 6–0, 6–1                |
| 2014       | Diego Schwartzman      | André Ghem           | 6–4, 7–5                |
| 2015       | Rogério Dutra Silva    | Radu Albot           | 6–2, 6–7(5–7), 6–4      |
| 2016       | Santiago Giraldo       | Uladzimir Ignatik    | 6–4, 3–6, 7–6(7–2)      |
| 2017       | Andrej Martin          | Yannick Maden        | 7–6(7–3), 6–3           |
| 2018       | Lukáš Rosol (2)        | Aleksandr Nedovyesov | 4–6, 6–3, 6–4           |
| 2019       | Mario Vilella Martínez | Tseng Chun-hsin      | 6–4, 6–2                |
| 2020       | Stan Wawrinka          | Aslan Karatsev       | 7–6(7–2), 6–4           |
| 2021       | Tallon Griekspoor      | Oscar Otte           | 5–7, 6–4, 6–4           |
| 2022       | Pedro Cachín           | Lorenzo Giustino     | 6–3, 7–6(7–4)           |
| 2023       | Dominic Stricker       | Sebastian Ofner      | 7–6(9–7), 6–3           |
| 2024       | Jiří Veselý            | Gauthier Onclin      | 6–2, 3–6, 7–6(7–3)      |

### Duplas masculinas
| Ano        | Campeões                                 | Vice-campeões                            | Resultado             |
| ---------- | ---------------------------------------- | ---------------------------------------- | --------------------- |
| 1991       | Steve DeVries Richard Vogel              | Martin Damm David Rikl                   | 2–6, 6–1, 6–4         |
| 1992       | Martin Damm David Rikl (1)               | Johan Carlsson Nicklas Kroon             | 6–2, 6–0              |
| 1993       | David Rikl (2) Pavel Vízner              | Tomas Nydahl Mikael Tillström            | 6–2, 7–6              |
| 1994       | Andrei Pavel Alex Rădulescu              | Eyal Ran Glenn Wilson                    | 6–4, 6–2              |
| 1995       | Filip Dewulf Vojtěch Flégl               | Petr Pála David Škoch                    | 6–7, 7–5, 6–2         |
| 1996       | Donald Johnson Francisco Montana         | Aleksandar Kitinov Sébastien Leblanc     | 3–6, 6–3, 6–1         |
| 1997       | Mahesh Bhupathi Leander Paes             | Devin Bowen Tuomas Ketola                | 6–4, 6–0              |
| 1998       | Joan Balcells Nenad Zimonjić             | Jiří Novák Radek Štěpánek                | 7–6, 7–6              |
| 1999       | Michal Tabara Radomír Vašek              | Tomáš Cibulec Petr Pála                  | 6–2, 6–0              |
| 2000       | Não ocorreu                              | Não ocorreu                              | Não ocorreu           |
| 2001       | Jaroslav Levinský Michal Navrátil (1)    | Noam Behr Andy Ram                       | 6–3, 6–1              |
| 2002       | František Čermák (1) Ota Fukárek         | Jaroslav Levinský David Škoch            | 6–4, 6–3              |
| 2003       | Tomáš Berdych Michal Navrátil (2)        | Martín García Sebastián Prieto           | 6–4, 3–6, 6–4         |
| 2004       | Karol Kučera Cyril Suk                   | Martin Damm Dušan Karol                  | 6–3, 6–7(5–7), 6–3    |
| 2005       | Jordan Kerr (1) Sebastián Prieto         | Travis Parrott Rogier Wassen             | 6–4, 6–3              |
| 2006       | Petr Pála (1) David Škoch                | Ramón Delgado Sergio Roitman             | 6–0, 6–0              |
| 2007       | Tomáš Cibulec Jordan Kerr (2)            | Leoš Friedl David Škoch                  | 6–4, 6–2              |
| 2008       | Lukáš Dlouhý Petr Pála (2)               | Dušan Karol Jaroslav Pospíšil            | 6–7(2–7), 6–4, [10–6] |
| 2009- 2010 | Não ocorreu                              | Não ocorreu                              | Não ocorreu           |
| 2011       | František Čermák (2) Lukáš Rosol (1)     | Christopher Kas Alexander Peya           | 6–3, 6–4              |
| 2012       | Lukáš Rosol (2) Horacio Zeballos         | Martin Kližan Igor Zelenay               | 7–5, 2–6, [12–10]     |
| 2013       | Lee Hsin-han Peng Hsien-yin              | Vahid Mirzadeh Denis Zivkovic            | 6–4, 4–6, [10–5]      |
| 2014       | Toni Androić Andrey Kuznetsov            | Roberto Maytín Miguel Ángel Reyes-Varela | 7–5, 7–5              |
| 2015       | Wesley Koolhof Matwé Middelkoop          | Sergey Betov Mikhail Elgin               | 6–4, 3–6, [10–7]      |
| 2016       | Julian Knowle Igor Zelenay               | Facundo Argüello Julio Peralta           | 6–4, 7–5              |
| 2017       | Jan Šátral Tristan-Samuel Weissborn      | Gero Kretschmer Andreas Mies             | 6–3, 5–7, [10–3]      |
| 2018       | Sander Gillé Joran Vliegen               | Fernando Romboli David Vega Hernández    | 6–4, 6–2              |
| 2019       | Ariel Behar Gonzalo Escobar              | Andrey Golubev Aleksandr Nedovyesov      | 6–7(4–7), 7–5, [10–8] |
| 2020       | Pierre-Hugues Herbert Arthur Rinderknech | Zdeněk Kolář Lukáš Rosol                 | 6–3, 6–4              |
| 2021       | Marc Polmans Sergiy Stakhovsky           | Ivan Sabanov Matej Sabanov               | 6–3, 6–4              |
| 2022       | Nuno Borges Francisco Cabral             | Andrew Paulson Adam Pavlásek             | 6–4, 6–7(3–7), [10–5] |
| 2023       | Petr Nouza Andrew Paulson                | Jiří Barnat Jan Hrazdil                  | 6–4, 6–3              |
| 2024       | Jakob Schnaitter Mark Wallner            | Jiří Barnat Jan Hrazdil                  | 6–3, 6–1              |

### Simples feminina
| Ano                          | Campeã                  | Vice-campeã                | Resultado          |
| ---------------------------- | ----------------------- | -------------------------- | ------------------ |
| 1995                         | Julie Halard            | Ludmila Richterová         | 6–4, 6–4           |
| 1996                         | Não ocorreu             | Não ocorreu                | Não ocorreu        |
| 1997                         | Joannette Kruger        | Marion Maruska             | 6–1, 6–1           |
| 1998                         | Jana Novotná            | Sandrine Testud            | 6–3, 6–0           |
| 1999- 2004                   | Não ocorreu             | Não ocorreu                | Não ocorreu        |
| 2005                         | Dinara Safina           | Zuzana Ondrášková          | 7–6(7–2), 6–3      |
| 2006                         | Shahar Pe'er            | Samantha Stosur            | 4–6, 6–2, 6–1      |
| 2007                         | Akiko Morigami          | Marion Bartoli             | 6–1, 6–3           |
| 2008                         | Vera Zvonareva          | Victoria Azarenka          | 7–6(7–2), 6–2      |
| 2009                         | Sybille Bammer          | Francesca Schiavone        | 7–6(7–4), 6–2      |
| 2010                         | Ágnes Szávay            | Barbora Záhlavová-Strýcová | 6–2, 1–6, 6–2      |
| ↓ Circuito feminino da ITF ↓ |                         |                            |                    |
| 2011                         | Lucie Hradecká          | Paula Ormaechea            | 4–6, 6–3, 6–2      |
| 2012- 2014                   | Não ocorreu             | Não ocorreu                | Não ocorreu        |
| 2015                         | María Teresa Torró Flor | Denisa Allertová           | 6–3, 7–6(7–5)      |
| 2016                         | Antonia Lottner         | Carina Witthöft            | 7–6(8–6), 1–6, 7–5 |
| 2017                         | Markéta Vondroušová     | Karolína Muchová           | 7–5, 6–1           |
| 2018                         | Richèl Hogenkamp        | Martina Di Giuseppe        | 6–4, 6–2           |
| 2019                         | Tamara Korpatsch        | Denisa Allertová           | 7–5, 6–3           |
| 2020                         | Não ocorreu             | Não ocorreu                | Não ocorreu        |
| 2021                         | Jule Niemeier           | Dalma Gálfi                | 6–4, 6–2           |
| 2022                         | Maja Chwalińska         | Ekaterine Gorgodze         | 7–5, 6–3           |
| 2023                         | Darja Semeņistaja       | Jéssica Bouzas Maneiro     | 2–6, 6–3, 6–4      |
| 2024                         | Dominika Šalková        | Maja Chwalińska            | 6–3, 6–0           |

### Duplas femininas
| Ano                          | Campeãs                                 | Vice-campeãs                              | Resultado             |
| ---------------------------- | --------------------------------------- | ----------------------------------------- | --------------------- |
| 1995                         | Chanda Rubin Linda Wild                 | Maria Lindström Maria Strandlund          | 6–7(3–7), 6–3, 6–2    |
| 1996                         | Não ocorreu                             | Não ocorreu                               | Não ocorreu           |
| 1997                         | Ruxandra Dragomir Karina Habšudová (1)  | Eva Martincová Helena Vildová             | 6–1, 5–7, 6–2         |
| 1998                         | Silvia Farina Elia Karina Habšudová (2) | Květa Peschke Michaela Paštiková          | 2–6, 6–1, 6–2         |
| 1999- 2004                   | Não ocorreu                             | Não ocorreu                               | Não ocorreu           |
| 2005                         | Émilie Loit Nicole Pratt                | Barbora Strýcová Jelena Kostanić          | 6–7(6–8), 6–4, 6–4    |
| 2006                         | Marion Bartoli Shahar Pe'er             | Ashley Harkleroad Bethanie Mattek         | 6–4, 6–4              |
| 2007                         | Petra Cetkovská Andrea Hlaváčková (1)   | Ji Chunmei Sun Shengnan                   | 7–6(7–9), 6–2         |
| 2008                         | Andrea Hlaváčková (2) Lucie Hradecká    | Jill Craybas Michaëlla Krajicek           | 1–6, 6–3, [10–6]      |
| 2009                         | Alona Bondarenko Kateryna Bondarenko    | Iveta Benešová Barbora Záhlavová-Strýcová | 6–1, 6–2              |
| 2010                         | Timea Bacsinszky Tathiana Garbin        | Monica Niculescu Ágnes Szávay             | 7–5, 7–6(7–4)         |
| ↓ Circuito feminino da ITF ↓ |                                         |                                           |                       |
| 2011                         | Darya Kustova Arina Rodionova           | Olga Savchuk Lesia Tsurenko               | 2–6, 6–1, [10–7]      |
| 2012- 2014                   | Não ocorreu                             | Não ocorreu                               | Não ocorreu           |
| 2015                         | Kateřina Kramperová Bernarda Pera       | Miriam Kolodziejová Markéta Vondroušová   | 7–6(7–4), 5–7, [10–1] |
| 2016                         | Demi Schuurs Renata Voráčová            | Sílvia Soler Espinosa Sara Sorribes Tormo | 7–5, 3–6, [10–4]      |
| 2017                         | Anastasia Potapova Dayana Yastremska    | Mihaela Buzărnescu Alona Fomina           | 6–2, 6–2              |
| 2018                         | Cornelia Lister Nina Stojanović         | Bibiane Schoofs Kimberley Zimmermann      | 6–2, 2–6, [10–8]      |
| 2019                         | Nicoleta Dascălu Raluca Șerban          | Lucie Hradecká Johana Marková             | 6–4, 6–4              |
| 2020                         | Não ocorreu                             | Não ocorreu                               | Não ocorreu           |
| 2021                         | Anna Bondár Kimberley Zimmermann        | Xenia Knoll Elena-Gabriela Ruse           | 7–6(7–5), 6–2         |
| 2022                         | Bárbara Gatica Rebeca Pereira           | Miriam Kolodziejová Jesika Malečková      | 6–4, 6–2              |
| 2023                         | Maja Chwalińska Jesika Malečková        | Aneta Kučmová Kaylah McPhee               | 6–0, 7–6(7–5)         |
| 2024                         | Jaimee Fourlis Dominika Šalková         | Noma Noha Akugue Ella Seidel              | 5–7, 7–5, [10–4]      |